# Ladycat
Ladycat est un catamaran Décision 35 skippé par Dona Bertarelli dont l'équipage est entièrement féminin,,,,,,,,,.
Bertarelli remporte le Bol d'or en 2010, 2014 et 2016 avec Ladycat,.